# Садзавка (притока Свічі)
Саджавка — річка в Україні у Калуському районі Івано-Франківської області. Права притока річки Свічі (басейн Дністра).

## Опис
Довжина річки приблизно 15 км, найкоротша відстань між витоком і гирлом —12,13  км, коефіцієнт звивистості річки — 1,24 . Формується багатьма безіменними струмками та загатами.

## Розташування
Бере початок в урочищі Бзує у мішаному лісі. Тече переважно на північний захід через села Новоселицю, Княжолуку та Тяпче і на південно-західній околиці села Підбережжя впадає у річку Свічу, праву притоку річки Дністра.
У селі Тяпче річку перетинає автошлях Н10 (автомобільний шлях національного значення на території України, Стрий — Івано-Франківськ — Чернівці — пропускний пункт Мамалига. Проходить територією Львівської, Івано-Франківської та Чернівецької областей).